# ابن متويه
الإمام الحافظ إبراهيم بن محمد بن الحسن بن نصر بن عثمان بن زيد بن مزيد أبو إسحاق بن متويه الأصبهاني. المعروف بابن متويه. إمام جامع أصبهان، من رواة الحديث وهو ثقة حافظ، كان يسرد الصوم، من العباد والسادة، سمع بالشام، والعراق، والحرم، ومصر، مات في جمادى الآخرة، سنة اثنتين وثلاث مائة

## روايته للحديث النبوي
- سمع محمد بن عبد الملك بن أبي الشوارب، وبشر بن معاذ، وأحمد بن منيع، ومحمد بن هاشم البعلبكي، وعبد الجبار بن العلاء العطار، وهشام بن خالد الأزرق ومحمد بن إسماعيل ابن علية، وهناد بن السري، وأبا همام الوليد بن شجاع، ويونس بن عبد الأعلى، والربيع بن سليمان، وطبقتهم، فأكثر وجود.
- حدث عنه: أبو الشيخ بن حيان، وأبو القاسم الطبراني، وأبو علي بن هارون، وأبو أحمد العسال، وأحمد بن بندار الشعار، وأبو بكر بن المقرئ وقال: هو أول شيخ كتبت عنه الحديث.[3][5]

## أقوال العلماء فيه
الجرح والتعديل
- قال أبو الشيخ الأصبهاني: كان فاضلا خيرا، من معادن الصدق.
- قال أبو سعد السمعاني: كان ثقة فاضلا.
- قال أبو نعيم الأصبهاني: كان من العباد الفضلاء، يصوم الدهر.
- قال أحمد بن صالح الجيلي: كان من معادن الصدق.
- قال الذهبي: الإمام المأمون القدوة، الحافظ الحجة، ثقة من العباد السادة، يسرد الصوم من معادن الصدق.